# 513
513(오백십삼)은 512보다 크고 514보다 작은 자연수다.

## 수학
- 합성수로, 그 약수는 1, 3, 9, 19, 27, 57, 171, 513이다. 진약수의 합은 287이므로, 513은 부족수다.
- 9번째 십육각수다. 앞의 십육각수는 400, 다음은 640이다.

## 교통

### 철도
- 수도권 전철 5호선 송정역의 역번호.

### 도로
- 513번 지방도: 충청북도 진천군 초평면 중석리에서 음성군 금왕읍 호산리까지 이어지는 대한민국의 지방도.
- 현도 제513호선

## 문화유산
- 대한민국의 보물 제513호: 영천 선원동 철조여래좌상
- 대한민국의 사적 제513호: 나주 반남 고분군

## 방송
- KT HCN의 골프앤PBA 채널 번호.

## 기타
- 날짜: 5월 13일
  - 5·13 사건 (1969년)
- 연도: 513년, 기원전 513년